# Stark Verlag

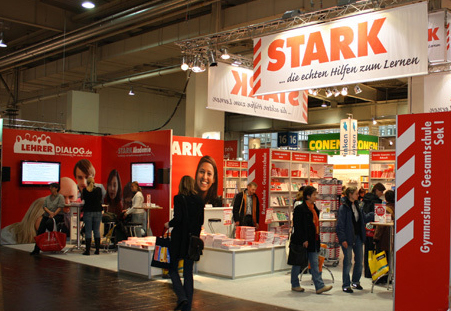
Messestand des Stark Verlags auf der Didacta 2009

Der Stark Verlag GmbH (Eigenschreibweise außerhalb des Impressums: STARK Verlag) ist ein deutscher Verlag, der auf Lernhilfen für Schüler sowie auf Unterrichtsmaterialien und -konzepte für Lehrer spezialisiert ist. Er beschäftigt gegenwärtig etwa 150 Mitarbeiter in München (50 davon sind Fachredakteure) sowie ca. 800 nebenberuflich tätige Autoren.

## Geschichte
Der Verlag wurde 1976 von dem Gymnasiallehrer Johannes (Hannes) Stark in Freising bei München gegründet. Monika Stark, die damalige Ehefrau Hannes Starks, war bis 1988 Geschäftsführerin des Verlags. Der Name lautete daher in den Anfangsjahren „Verlag M. Stark GmbH“. Am 1. Januar 2007 zog sich Stark aus dem Unternehmen zurück und übergab die Geschäftsführung an Detlev Lux.
Am 1. November 2008 übernahm der Stark-Verlag den Kölner Aulis Verlag Deubner GmbH & Co. KG, der vor allem pädagogische Fachzeitschriften und Materialien für die Unterrichtsvorbereitung herausgibt, und betreibt diesen – mittlerweile als rechtlich unselbstständige Marke – weiter. Von Februar 2009 bis März 2012 betrieb der Verlag im Internet mit „LehrerDialog.de“ ein soziales Netzwerk für Lehrer.
Zum 1. Dezember 2010 übernahm der Stark-Verlag das Programmsegment „Berufsstrategie“ des Eichborn Verlags und bietet damit erstmals auch Bücher über den Schulabschluss hinaus an.
Seit Anfang August 2011 gehörte der Verlag zur Mediengruppe Pearson.
Ende Januar 2017 übernahm die Klett Gruppe das Lehrerinformationsgeschäft des Stark Verlags, der sich fortan auf Lernhilfen für Schüler konzentrierte. Klett erwarb dafür wesentliche Vermögensanteile von Stark, was beim Bundeskartellamt angemeldet wurde.
Im Juni 2022 erwarb der finnische Medienkonzern Sanoma den Stark Verlag von Pearson. Im Januar 2024 kaufte Johannes Stark den Verlag von Sanoma zurück.

## Portfolio
Bekannt wurde der Verlag vor allem durch seine bundeslandspezifischen Vorbereitungsbände zu Abitur- und Abschlussprüfungen, die „Rote Reihe“. In diesem Bereich ist das Unternehmen Marktführer in Deutschland.
Außerdem erscheint beim Stark-Verlag die „weiße Reihe“, die Lernhilfen für Schüler in allen Schularten und Klassenstufen beinhaltet.
Die Ratgeber und CD-ROMs aus dem Programmsegment „Beruf und Karriere“ – sowohl zu Ausbildungs-, Studien- und Berufswahl als auch zu den Themen Bewerbung, Karriere, Rhetorik und zahlreichen Testtrainingsverfahren – schließen thematisch an das Schul-Portfolio des Verlags an.
Die Unterrichts-Materialien und -konzepte für Lehrer sind nur im Direktvertrieb erhältlich. Sie wurden 2017 an die Dr. Josef Raabe Verlags-GmbH, eine Tochter der Klett-Gruppe, verkauft.
Jährlich verkauft das Unternehmen über 2 Mio. Bücher.